# Ferdynand Kostrzyński

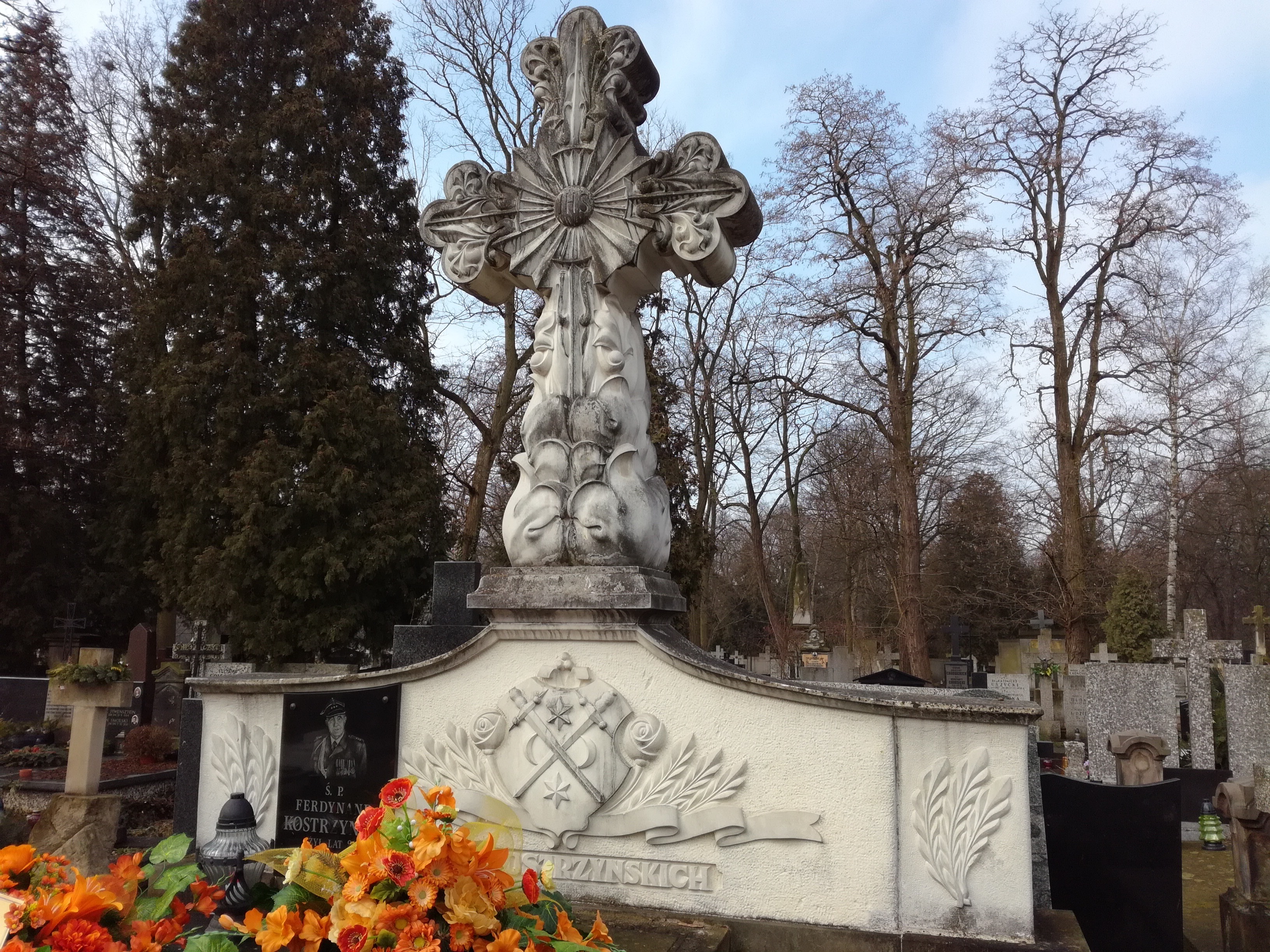
Grób Ferdynanda Kostrzyńskiego na cmentarzu Bródnowskim

Ferdynand Kostrzyński pseudonim Fred (ur. 20 września 1925 w Janowie, zm. 1 września 2007 w Warszawie) – polski żołnierz podziemia, członek organizacji „Polska Niepodległa”, działacz społeczny, założyciel Stowarzyszenia Stolarzy Polskich.

## Życiorys
W czasie okupacji niemieckiej brał udział kolportażu prasy podziemnej oraz akcjach małego sabotażu. Uczestnik powstania warszawskiego jako żołnierz plutonu „Konrada”, walczył na Pradze w rejonie Bródna i Pelcowizny, brał udział w nieudanym ataku na koszary w Golędzinowie. W sierpniu 1944 roku wywieziony z ludnością cywilną do Pruszkowa, a następnie do obozu w Niemczech. Do kraju powrócił w maju 1945 roku i został powołany do służby wojskowej w Marynarce Wojennej w Gdańsku. Zagrożony aresztowaniem i procesem za przynależność do AK po czterech miesiącach służby, uciekł z aresztu i pod przybranym nazwiskiem „Antoni Szymczak” ukrywał się w Szczecinie. Ujawnił się po amnestii 1947 roku. 
W Warszawie zdał małą maturę, uzyskał świadectwo dojrzałości, a następnie uzyskał absolutorium na Wydziale Budownictwa Lądowego WSI przy Politechnice Warszawskiej. Był między innymi szefem działu inwestycyjnego Przedsiębiorstwa Usług Administracyjno-Mieszkaniowych dla placówek Dyplomatycznych w Warszawie. Od roku 1963 prowadził prywatny zakład modelarski. Przez 16 lat pracował w Zarządzie Cechu Rzemiosł Drzewnych m.st. Warszawy w tym czasie przez 8 lat piastując funkcję podstarszego cechu. W 1983 roku był założycielem Stowarzyszenia Stolarzy Polskich.
Był dziadkiem polonijnej śpiewaczki, Anny Kostrzyńskiej.
Pochowany na cmentarzu Bródnowskim w Warszawie (kw. 9A-4-8).

## Ordery i odznaczenia
- Złoty Krzyż Zasługi – 1993[1]
- Brązowy Krzyż Zasługi z Mieczami[2]
- Medal Wojska[2]
- Krzyż Armii Krajowej[2]